# Serpent d'eau (astrologie)
| Éléments du cycle sexagésimal 干支 | Éléments du cycle sexagésimal 干支 | Éléments du cycle sexagésimal 干支 | Éléments du cycle sexagésimal 干支 | Éléments du cycle sexagésimal 干支 | Éléments du cycle sexagésimal 干支 | Éléments du cycle sexagésimal 干支 | Éléments du cycle sexagésimal 干支 | Éléments du cycle sexagésimal 干支 | Éléments du cycle sexagésimal 干支 | Éléments du cycle sexagésimal 干支 | Éléments du cycle sexagésimal 干支 |
| ---------------------------------- | ---------------------------------- | ---------------------------------- | ---------------------------------- | ---------------------------------- | ---------------------------------- | ---------------------------------- | ---------------------------------- | ---------------------------------- | ---------------------------------- | ---------------------------------- | ---------------------------------- |
| 01 Rat bois                        | 02 Buffle bois                     | 03 Tigre feu                       | 04 Lièvre feu                      | 05 Dragon terre                    | 06 Serpent terre                   | 07 Cheval métal                    | 08 Chèvre métal                    | 09 Singe eau                       | 10 Coq eau                         | 11 Chien bois                      | 12 Cochon bois                     |
| 13 Rat feu                         | 14 Buffle feu                      | 15 Tigre terre                     | 16 Lièvre terre                    | 17 Dragon métal                    | 18 Serpent métal                   | 19 Cheval eau                      | 20 Chèvre eau                      | 21 Singe bois                      | 22 Coq bois                        | 23 Chien feu                       | 24 Cochon feu                      |
| 25 Rat terre                       | 26 Buffle terre                    | 27 Tigre métal                     | 28 Lièvre métal                    | 29 Dragon eau                      | 30 Serpent eau                     | 31 Cheval bois                     | 32 Chèvre bois                     | 33 Singe feu                       | 34 Coq feu                         | 35 Chien terre                     | 36 Cochon terre                    |
| 37 Rat métal                       | 38 Buffle métal                    | 39 Tigre eau                       | 40 Lièvre eau                      | 41 Dragon bois                     | 42 Serpent bois                    | 43 Cheval feu                      | 44 Chèvre feu                      | 45 Singe terre                     | 46 Coq terre                       | 47 Chien métal                     | 48 Cochon métal                    |
| 49 Rat eau                         | 50 Buffle eau                      | 51 Tigre bois                      | 52 Lièvre bois                     | 53 Dragon feu                      | 54 Serpent feu                     | 55 Cheval terre                    | 56 Chèvre terre                    | 57 Singe métal                     | 58 Coq métal                       | 59 Chien eau                       | 60 Cochon eau                      |

Le serpent d’eau est le trentième élément du cycle sexagésimal chinois. Il est appelé guisi  en chinois (chinois traditionnel et simplifié : 癸巳; pinyin :  guǐsì ),  gyesa  (계사), en coréen, mizunoto-mi, kishi  en japonais et  quý tỵ  en vietnamien. Il est précédé par le dragon d'eau et suivi par le cheval de bois.
À la tige céleste " gui " (癸, guǐ) est associé le yin et l'élément eau, et à la branche terrestre " si ", le yin, l'élément feu, et le signe du serpent. Dans la symbolique des cinq éléments, son élément imagé correspond à l’« Eau du long fleuve ».

## Années duserpent d'eau
La transition vers le calendrier grégorien se fait en multipliant par soixante et en ajoutant trente-trois. Sont ainsi appelées année du serpent d'eau les années :

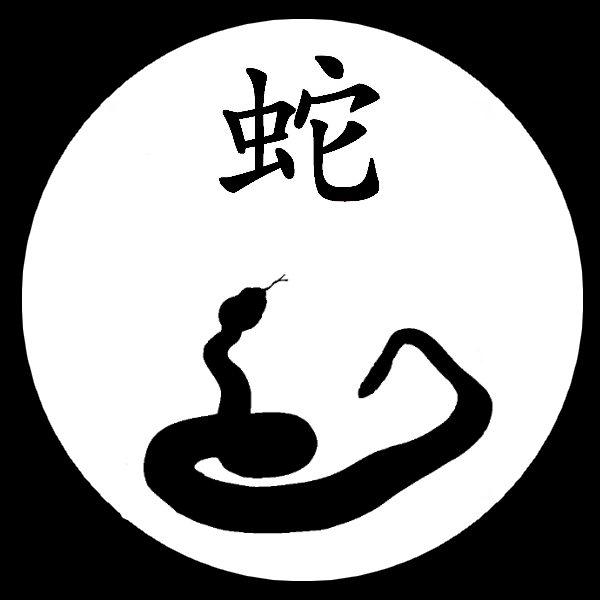
Signe astrologique chinois'Le SERPENT

| Ier millénaire                                                                                      | IIe millénaire                                                                                                  | IIIe millénaire |
| --------------------------------------------------------------------------------------------------- | --- | --- |
| - 33 - 93 - 153 - 213 - 273 - 333 - 393 - 453 - 513 - 573 - 633 - 693 - 753 - 813 - 873 - 933 - 993 | - 1053 - 1113 - 1173 - 1233 - 1293 - 1353 - 1413 - 1473 - 1533 - 1593 - 1653 - 1713 - 1773 - 1833 - 1893 - 1953 | - 2013 - 2073 - 2133 - 2193 - 2253 - 2313 - 2373 - 2433 - 2493 - 2553 - 2613 - 2673 - 2733 - 2793 - 2853 - 2913 - 2973 |

## Source
- Ngoc-Rao Nguyen, Astrologie chinoise authentique, Paris,  Éditions du Dauphin, 1999, 408 p. (ISBN 2-7163-1140-4, lire en ligne).  (consulté le 7 avril 2025).